# 君となら恋をしてみても
『君となら恋をしてみても』（きみとならこいをしてみても）は、窪田マルによるボーイズラブ漫画。白泉社の漫画投稿サイト『マンガラボ！』で開催した「BLマンガコンテスト」にてマンガPark賞を受賞し、漫画アプリ『マンガPark』にて2021年4月30日より連載が開始された。略称は「なら恋」（ならこい）。江の島を舞台に、男子高校生同士の恋愛を描く。
発行部数は累計10万部を突破しており、「ちるちるBLアワード2023」では「BEST次に来るBL部門」6位を獲得した。
内田雄馬と天﨑滉平によるボイスドラマがマンガPark内で公開されている。毎日放送の「ドラマ特区」枠で実写ドラマ化され、2023年10月6日から11月3日まで放送された（後述）。

## あらすじ
舞台は神奈川県 藤沢市 江の島。過去にゲイであることを嘲笑されたトラウマを抱いて真剣な恋をあきらめかけた転校生・海堂天は、実家の食堂を手伝う世話好きで同い年の高校生・山菅龍司と新生活初日に出会う。天は好みのルックスであった龍司と一緒に遊びたいという軽い気持ちから2人は交友を重ねていくが、やがてお互いに惹かれ合うようになる。

## 登場人物
山菅 龍司（やますげ りゅうじ）
江の島に住む高校生。実家の食堂を手伝っている。
海堂 天（かいどう あまね）
祖母と暮らすために江の島へ引っ越してきた男子高校生。過去に同性が恋愛対象であることを嘲笑されたトラウマを持ち、自分には本気の恋は出来ないと諦めている。

## 書誌情報
| 巻数 | 電子書籍発売日 | 書籍発売日     | ISBN              |
| ---- | -------------- | -------------- | ----------------- |
| 1    | 2022年1月15日  | 2022年8月31日  | 978-4-592-72111-6 |
| 2    |                | 2022年11月30日 | 978-4-592-72114-7 |
| 3    |                | 2023年4月5日   | 978-4-592-72119-2 |
| 4    |                | 2023年8月4日   | 978-4-592-72125-3 |
| 5    |                | 2024年6月5日   | 978-4-592-72141-3 |

## テレビドラマ
2023年10月6日（5日深夜）から11月3日（2日深夜）まで、毎日放送の深夜ドラマ枠「ドラマ特区」にて放送された。主演は日向亘と大倉空人（原因は自分にある。）。

### あらすじ（テレビドラマ）
舞台は神奈川県 藤沢市 江の島。

### キャスト

#### 主要人物
山菅龍司（やますげ りゅうじ）
演 - 日向亘（幼少期：髙橋夢人）
海堂天（かいどう あまね）
演 - 大倉空人（原因は自分にある。）

#### 周辺人物
玉川唯人（たまがわ ゆいと）
演 - 青山凌大
龍司と天のクラスメイト。
瀬戸雅也
演 - 皆藤空良
龍司と天のクラスメイト。
福田彩
演 - 宮下結衣
龍司と天のクラスメイト。
伊藤瑞季
演 - 内田奈那
龍司と天のクラスメイト。
渡辺美久
演 - 崎本紗衣
石山健
演 - 南龍和
山菅敏恵
演 - 肘井ミカ（第3話 - ）
龍司の母。

#### ゲスト

##### 第3話
山菅たつき
演 - 木村優来
龍司の弟。

### スタッフ
- 原作 - 窪田マル『君となら恋をしてみても』（白泉社「マンガPark」連載）[22]
- 脚本 - 森野マッシュ[4]
- 音楽 - 岩本裕司[23]
- 主題歌 - the shes gone「きらめくきもち」[22]
- エンディング曲 - osage「夜煩い(feat.石野理子)」[24]
- 監督 - 松本花奈[4]
- VFX - 遊佐和寿
- 制作プロダクション - アンリコ
- 企画 - スターダストピクチャーズ
- 製作 - 「君となら恋をしてみても」製作委員会・毎日放送

### 放送日程
| 話数  | 放送日   |
| ----- | -------- |
| 第1話 | 10月06日 |
| 第2話 | 10月13日 |
| 第3話 | 10月20日 |
| 第4話 | 10月27日 |
| 第5話 | 11月03日 |

### ネット局
| 放送期間                | 放送時間                     | 放送局       | 対象地域   | 備考              |
| ----------------------- | ---------------------------- | ------------ | ---------- | ----------------- |
| 2023年10月5日 - 11月2日 | 木曜 23:30 - 翌 0:00         | テレビ神奈川 | 神奈川県   | 1時間29分先行放送 |
| 2023年10月6日 - 11月3日 | 金曜 0:59 - 1:29（木曜深夜） | 毎日放送     | 近畿広域圏 | 製作局            |
|                         | 金曜 23:00 - 23:30           | 千葉テレビ   | 千葉県     |                   |
| 2023年10月12日 -        | 木曜 22:30 - 23:00           | とちぎテレビ | 栃木県     |                   |
|                         | 木曜 23:30 - 翌 0:00         | テレビ埼玉   | 埼玉県     |                   |
|                         |                              | 群馬テレビ   | 群馬県     |                   |

### ネット配信
| 配信開始月 | 配信サイト    | 配信料金     | 備考       |
| ---------- | ------------- | ------------ | ---------- |
| 2023年10月 | MBS動画イズム | 広告付き無料 | 見逃し配信 |
| 2023年10月 | TVer          | 広告付き無料 | 見逃し配信 |

| 毎日放送 ドラマ特区 | 毎日放送 ドラマ特区    | 毎日放送 ドラマ特区 |
| 前番組              | 番組名                 | 次番組              |
| ------------------- | ---------------------- | ------------------- |
| 結婚予定日          | 君となら恋をしてみても | サブスク不倫        |